# ولودیمیر هوریلی
ولودیمیر هوریلی (انگلیسی: Volodymyr Horilyi؛ زادهٔ ۱۱ اکتبر ۱۹۶۵) بازیکن فوتبال اهل اوکراین است.
از باشگاه‌هایی که در آن بازی کرده‌است می‌توان به باشگاه فوتبال دنیپرو، باشگاه فوتبال تاوریا سیمفروپول، باشگاه فوتبال دینامو کی‌یف، و باشگاه فوتبال زنیت سن پترزبورگ اشاره کرد.
وی همچنین در تیم‌های ملی فوتبال اوکراین، و اوکراین، بازی کرده‌است.